# Cala d'en Jaume
Cala d'en Jaume o Cala de Sant Jaume és una petita cala de pedruscall i sorra gruixuda pertanyent al terme municipal de Tossa de Mar i situada al peu d'un alt precipici de roca vertical; es troba a mig camí entre l'indret d'Es sot d'en Boada i Cala Bona, en sentit nord-est -vers Sant Feliu de Guíxols- i es manté encara prou ben conservada paisatgísticament.
L'accés més comú és per aigua, però hom també pot arribar-hi per muntanya, tot baixant per unes estretes i llargues escales que voregen la paret de roca. Enfront de la cala hi ha unes petites illes, la més gran de les quals, coneguda amb el nom de sa Palomera, conté una cova al seu interior amb una obertura natural al seu damunt per on entren els raigs de sol en determinades hores de l'any, oferint-ne un bell espectacle visual. Els passadissos d'aigua entre aquestes petites illes, solen ésser aprofitats per caiacs i d'altres petites embarcacions, especialment a l'estiu, quan els passejants de les quals s'esbargeixen gaudint de la bellesa del seu fons submarí, molt ric de coloracions i amb gran diversitat d'organismes. De fa poc temps ençà, a més a més, val a dir, el pintoresc perfil d'aquestes illes i el de Sa Palomera en especial, està essent reproduït en forma de dolços, els quals es venen en alguna pastisseria de la vil·la de Tossa.
A part de les illes i la cova mencionada, la cala d'en Jaume, guarda ella mateixa una petita cova a la base del penya-segat que l'arracona. L'interior d'aquesta és humit donat que hi sol gotejar aigua regularment i a més és rica en carbonat càlcic, fet que és aprofitat per les espores d'una gràcil falguera, l'adiant, que si ningú la malmet o no hi arriba una forta llevantada sovint germina penjada de les parets internes d'aquest petit refugi natural.
Més amunt, a mitjana altura del penya-segat no és estrany veure algun falcó, el qual hi troba un lloc de nidificació fàcil així com bons punts d'observació per a les seves captures. Els pins blancs troben dificultats per arrelar-hi però ho aconsegueixen mitjanament bé i són òbviament l'element vegetal més característic de l'indret (i de la façana costanera de la comarca en general, val a dir).
En el sector més al nord de la cala, hi ha un penya-segat annex molt més gros -de 60 metres de verticalitat, la visió del qual resulta força impactant, sobretot des del mar, car és en realitat una gran cicatriu a la muntanya, conseqüència d'un antic terrabastall que va desplomar en el seu moment tones de pedruscall i de rocs, els quals s'amunteguen caòticament a la base d'aquest.
A diferència del penya-segat de roca de la cala d'en Jaume, aquest altre és un precipici terrós, sotmès a forta ventilació textural i d'altres efectes erosius. L'absència de fissures i d'esquerdes no permeten per altra banda tampoc, l'establiment de cap mena de vegetació rupícola.